# Johann Wulfing von Schlackenwerth
Johann Wulfing von Schlackenwerth (mort le 26 avril 1324 à Freising) est évêque de Bressanone et prince-évêque de Bamberg et Frisingue.

## Biographie
Johann vient de Schlackenwerth en Bohême. Il a des prébendes de Prague, Olomouc, Cracovie et Meissen. Son origine noble n'est pas clairement établie. Vers 1303, il est chapelain et secrétaire du roi Venceslas II de Bohême. Il est élu évêque de Bressanone après le 3 avril 1306. Bien que dûment élu par le chapitre, il doit se rendre personnellement à la cour papale d'Avignon et n'est confirmé par le pape Clément V qu'après avoir payé les annates de Bressanone. Le 16 juin 1322, le pape Jean XXII le nomme à Bamberg. Toutefois, pour obtenir son nouveau titre, Johann Wulfing von Schlackenwerth doit emprunter mille florins.
Après la mort de l'évêque Conrad III, le chapitre de la cathédrale de Freising élit d'abord le prévôt Albert von Enn. L'archevêque de Salzbourg Friedrich von Leibnitz refuse de reconnaître ce vote ; on s'en remet au pape Jean XXII. Lequel décide le 23 décembre 1323 de nommer Johann Wulfing von Schlackenwerth évêque de Freising. Il s'agit d'une intention papale d'avoir une plus grande servitude. Johann Wulfing von Schlackenwerth reste à Bamberg jusqu'en mars 1324.

## Source, notes et références
- (de) Cet article est partiellement ou en totalité issu de l’article de Wikipédia en allemand intitulé « Johann Wulfing von Schlackenwerth » (voir la liste des auteurs).